# Luis Abram
Luis Alfonso Abram Ugarelli (Lima, 27 febbraio 1996) è un calciatore peruviano, difensore dello Sporting Cristal e della nazionale peruviana.

## Carriera

### Club
Cresciuto nelle giovanili dello Sporting Cristal, milita attualmente nello stesso club.
Il 18 giugno 2018 sigla un contratto triennale con il Vélez Sarsfield.
A fine contratto rimane svincolato, e il 31 luglio 2021 firma per il Granada.
Il 25 gennaio 2022 viene ceduto in prestito al Cruz Azul.

### Nazionale
Dopo aver fatto parte della selezione Under-20, viene convocato per la Copa América Centenario negli Stati Uniti.

## Statistiche

### Presenze e reti nei club
Statistiche aggiornate al 24 novembre 2024.
| Stagione                | Squadra                 | Campionato              | Campionato | Campionato | Coppe nazionali | Coppe nazionali | Coppe nazionali | Coppe continentali | Coppe continentali | Coppe continentali | Altre coppe | Altre coppe | Altre coppe | Totale | Totale |
| Stagione                | Squadra                 | Comp                    | Pres       | Reti       | Comp            | Pres            | Reti            | Comp               | Pres               | Reti               | Comp        | Pres        | Reti        | Pres   | Reti   |
| ----------------------- | ----------------------- | ----------------------- | ---------- | ---------- | --------------- | --------------- | --------------- | ------------------ | ------------------ | ------------------ | ----------- | ----------- | ----------- | ------ | ------ |
| 2014                    | Sporting Cristal        | L1                      | 21         | 1          | CP              | 1               | 1               | CL                 | 0                  | 0                  | -           | -           | -           | 22     | 2      |
| 2015                    | Sporting Cristal        | L1                      | 10         | 1          | CP              | 6               | 1               | CL                 | 1                  | 0                  | -           | -           | -           | 17     | 2      |
| 2016                    | Sporting Cristal        | L1                      | 34         | 1          | -               | -               | -               | CL                 | 1                  | 0                  | -           | -           | -           | 35     | 1      |
| 2017                    | Sporting Cristal        | L1                      | 39         | 0          | -               | -               | -               | CL                 | 5                  | 0                  | -           | -           | -           | 44     | 0      |
| Totale Sporting Cristal | Totale Sporting Cristal | Totale Sporting Cristal | 104        | 3          |                 | 7               | 2               |                    | 7                  | 0                  |             | -           | -           | 118    | 5      |
| 2018                    | Vélez Sarsfield         | PD                      | 12         | 0          | CA              | 1               | 0               | -                  | -                  | -                  | -           | -           | -           | 13     | 0      |
| 2018-2019               | Vélez Sarsfield         | PD                      | 21         | 2          | CA+CdL          | 1+4             | 0               | -                  | -                  | -                  | -           | -           | -           | 26     | 2      |
| 2019-2020               | Vélez Sarsfield         | PD                      | 19         | 0          | CA+CdL          | 1+6             | 0               | CL                 | 9                  | 1                  | -           | -           | -           | 35     | 1      |
| gen.-ago. 2021          | Vélez Sarsfield         | PD                      | 0          | 0          | CdL             | 12              | 1               | CL                 | 5                  | 0                  | -           | -           | -           | 17     | 1      |
| Totale Vélez Sarsfield  | Totale Vélez Sarsfield  | Totale Vélez Sarsfield  | 52         | 2          |                 | 25              | 1               |                    | 14                 | 1                  |             | -           | -           | 91     | 4      |
| 2021-gen. 2022          | Granada                 | PD                      | 8          | 0          | CR              | 2               | 0               | -                  | -                  | -                  | -           | -           | -           | 10     | 0      |
| gen.-giu. 2022          | Cruz Azul               | MX                      | 16         | 2          | -               | -               | -               | CCL                | 6                  | 0                  | SM          | 1           | 0           | 23     | 2      |
| 2022-gen. 2023          | Cruz Azul               | MX                      | 15         | 0          | -               | -               | -               | -                  | -                  | -                  | -           | -           | -           | 15     | 0      |
| Totale Cruz Azul        | Totale Cruz Azul        | Totale Cruz Azul        | 31         | 2          |                 | -               | -               |                    | 6                  | 0                  |             | 1           | 0           | 38     | 2      |
| 2023                    | Atlanta United          | MLS                     | 22+3       | 0          | USOC            | 1               | 0               | -                  | -                  | -                  | LC          | 2           | 0           | 28     | 0      |
| 2024                    | Atlanta United          | MLS                     | 19+5       | 0          | USOC            | 2               | 0               | -                  | -                  | -                  | LC          | 1           | 0           | 27     | 0      |
| Totale Atlanta United   | Totale Atlanta United   | Totale Atlanta United   | 41+8       | 0          |                 | 3               | 0               |                    | -                  | -                  |             | 3           | 0           | 55     | 0      |
| Totale carriera         | Totale carriera         | Totale carriera         | 244        | 7          |                 | 37              | 3               |                    | 27                 | 1                  |             | 4           | 0           | 313    | 11     |